# Azazel: Book of Angels Volume 2
Azazel: Book of Angels Volume 2
es un álbum del Masada String Trio (trío de cuerdas Masada) que interpreta composiciones de John Zorn. Es parte del  segundo libro Masada, "The Book of Angels".

## Recepción
La crítica de Allmusic le otorgó al álbum 3½ estrellas. Asimismo la reseña de All about Jazz indica que el trío conformado por Mark Feldman, Erik Friedlander y Greg Cohen logra una gran diversidad de emociones: “Al igual que Astaroth, Azazel sigue siendo innegablemente un proyecto de Masada, aunque demuestra un alcance estilístico más amplio que el primer cancionero. Además, el trío ha evolucionado claramente como una unidad, con Feldman y Friedlander especialmente es notable el cambio de roles, de soporte a líder tan a la perfección que los cambios son prácticamente invisibles.”

## Listado de pistas
Todas las composiciones por John Zorn.
1. "Tufiel" - 6:22
2. "Mibi" - 1:53
3. "Tabaet" - 6:46
4. "Symnay" - 5:23
5. "Mastema" - 6:39
6. "Bethor" - 5:25
7. "Uriel" - 4:37
8. "Gurid" - 1:52
9. "Gazriel" - 4:04
10. "Azazel" - 5:26
11. "Rssasiel" - 2"38
12. "Garzanal" - 5:21
13. "Ahiel" - 3:47

- Grabado en Pilot Recording en Nueva York el 14 de junio de 2005.[4]

## Integrantes
- Greg Cohen – contrabajo
- Mark Feldman – violín
- Erik Friedlander – violonchelo
- John Zorn – director